# Norwegischer Fußballpokal der Männer 1957
Der norwegische Fußballpokal 1957 (kurz auch NM-Cup 1957 genannt) war die 52. Austragung des Fußballpokalwettbewerbs der Männer. Pokalsieger wurde Fredrikstad FK. Das Team setzte sich im Finale gegen den Sandefjord BK durch.

## 1. Runde
| Datum      |                       | Ergebnis  |                    |
| ---------- | --------------------- | --------- | ------------------ |
| 07.06.1957 | Odds BK               | 6:2       | Brevik IL          |
| 09.06.1957 | Aurskog IL            | 5:1       | Kongsvinger IL     |
|            | Bjørkelangen SF       | 0:1       | IL Spartacus Oslo  |
|            | IL Braatt             | 1:2       | Molde FK           |
|            | SK Brage              | 5:0       | SK Nessegutten     |
|            | Brumunddal IL         | 1:4       | Skeid Oslo         |
|            | Buøy IL               | 1:2       | SK Djerv 1919      |
|            | Bækkelagets SK        | 3:1       | Sagene IF          |
|            | FK Donn               | 4:2       | IL Sørfjell        |
|            | Drammens BK           | 4:0       | Tønsbergs TF       |
|            | Eik IF                | 5:1       | Gjerpen IF         |
|            | SK Falk Horten        | 1:2       | Larvik Turn        |
|            | Flekkefjord FK        | 0:2       | Egersunds IK       |
|            | Fram Larvik           | 1:3       | Herkules IF        |
|            | IL Framtid            | 1:2       | Kristiansund FK    |
|            | Fredrikstad FK        | 7:1       | Askim FK           |
|            | FK Fremad Lillehammer | 8:0       | Gjøvik SK          |
|            | Fåvang IL             | 1:2 n. V. | Ham-Kam            |
|            | Geithus IL            | 2:3       | Asker SK           |
|            | FK Gjøvik Lyn         | 3:0       | Lena IF            |
|            | IK Grane Arendal      | 5:0       | Storms BK          |
|            | Hamar IL              | 8:2       | Vardal IF          |
|            | Holmestrand IF        | 1:3       | SK Snøgg           |
|            | IL Hødd               | 6:0       | SK Rollon          |
|            | SK Jarl               | 2:2 n. V. | Årstad IL          |
|            | FK Jerv               | 2:3       | Start Kristiansand |
|            | IL Jotun              | 2:2 n. V. | Nordnes IL         |
|            | Kapp IF               | 4:1       | Einastrand IL      |
|            | Kråkerøy IL           | 1:3       | Lisleby FK         |
|            | Kvik Halden FK        | 0:6       | Sarpsborg FK       |
|            | FK Kvik Trondheim     | 3:0       | Flå IL             |
|            | Langesund IF          | 1:1 n. V. | Ulefoss SF         |
|            | Langevåg IL           | 4:1       | Clausenengen FK    |
|            | IL Liull              | 1:3       | Lillestrøm SK      |
|            | Mjøndalen IF          | 2:0       | Sem IF             |
|            | Moss FK               | 0:1       | Selbak TIF         |
|            | Nymark IL             | 1:0       | SK Baune           |
|            | Nærbø IL              | 1:0       | Bryne FK           |
|            | Os TF                 | 2:1       | SK Hardy           |
|            | IF Pors               | 10:00     | Risør FK           |
|            | Ranheim IL            | 4:0       | Orkanger IF        |
|            | Raufoss IL            | 2:0       | Sand IF            |
|            | Rjukan IL             | 1:3       | FK Ørn             |
|            | IL Runar Sandefjord   | 1:3       | Sandefjord BK      |
|            | Sandaker SFK          | 1:0       | Gamlebyen IF       |
|            | Ski IL                | 1:6       | Greåker IF         |
|            | Slemmestad IF         | 2:0       | Frigg Oslo FK      |
|            | FK Sparta Sarpsborg   | 0:1       | Borgen IL          |
|            | Stavanger IF          | 4:2       | FK Vidar           |
|            | Steinkjer FK          | 2:3       | Verdal IL          |
|            | Strømmen IF           | 4:0       | Sørli IF           |
|            | IL Sverre             | 3:3 n. V. | IL Stjørdals-Blink |
|            | Søndre Høland IUL     | 2:4 n. V. | SK Rapid Moss      |
|            | SK Trane              | 0:7       | Brann Bergen       |
|            | SK Troll              | 3:1       | Løkken IF          |
|            | Tynset IF             | 3:1       | SK Freidig         |
|            | SK Ulf                | 0:2       | Viking Stavanger   |
|            | Urædd FK              | 2:1       | Drangedal IL       |
|            | SK Vard Haugesund     | 3:1       | Kopervik IL        |
|            | IL Varegg             | 5:1       | IL Sandviken       |
|            | Vestfossen IF         | 3:1       | Fossekallen IL     |
|            | Vålerenga Oslo        | 4:0       | Bjølsen IL         |
|            | Aalesunds FK          | 1:2 n. V. | Eid IL             |
| 10.06.1957 | SFK Lyn Oslo          | 3:1       | SK Sprint-Jeløy    |

### Wiederholungsspiele
| Datum      |                    | Ergebnis  |                    |
| ---------- | ------------------ | --------- | ------------------ |
| 15.06.1957 | Nordnes IL         | 4:3       | IL Jotun           |
|            | IL Stjørdals-Blink | 3:3 n. V. | IL Sverre          |
|            | Ulefoss SF         | 0:2       | Langesund IF       |
|            | Årstad IL          | 4:0       | SK Jarl            |
|            | IL Sverre          | 3:4       | IL Stjørdals-Blink |

## 2. Runde
| Datum      |                    | Ergebnis  |                       |
| ---------- | ------------------ | --------- | --------------------- |
| 15.06.1957 | Asker SK           | 3:1       | Hamar IL              |
|            | Borgen IL          | 0:1       | SFK Lyn Oslo          |
|            | SK Brage           | 5:2       | FK Fremad Lillehammer |
|            | SK Djerv 1919      | 2:1 n. V. | Nærbø IL              |
|            | Egersunds IK       | 2:2 n. V. | Viking Stavanger      |
|            | Eid IL             | 3:6       | IL Hødd               |
|            | Greåker IF         | 3:1       | Sandaker SFK          |
|            | Ham-Kam            | 0:1       | Vålerenga Oslo        |
|            | Kristiansund FK    | 3:3 n. V. | Langevåg IL           |
|            | Larvik Turn        | 2:0       | IF Pors               |
|            | Lillestrøm SK      | 2:2 n. V. | FK Gjøvik Lyn         |
|            | Lisleby FK         | 6:0       | Aurskog IL            |
|            | Moss FK            | 5:1       | SK Troll              |
|            | Os TF              | 1:1 n. V. | SK Vard Haugesund     |
|            | SK Rapid Moss      | 4:1       | Slemmestad IF         |
|            | Raufoss IL         | 3:1       | Tynset IF             |
|            | Sandefjord BK      | 3:0       | Drammens BK           |
|            | Sarpsborg FK       | 5:0       | Bækkelagets SK        |
|            | Selbak TIF         | 3:1       | Eik IF                |
|            | Skeid Oslo         | 2:0       | Vestfossen IF         |
|            | SK Snøgg           | 1:3 n. V. | Mjøndalen IF          |
|            | IL Spartacus Oslo  | 1:6       | Strømmen IF           |
|            | Start Kristiansand | 0:3       | IK Grane Arendal      |
|            | Urædd FK           | 2:0       | FK Donn               |
|            | IL Varegg          | 1:0       | Nymark IL             |
|            | Verdal IL          | 2:2 n. V. | FK Kvik Trondheim     |
|            | FK Ørn             | 2:3       | Kapp IF               |
| 21.06.1957 | Brann Bergen       | 2:0       | Nordnes IL            |
| 23.06.1957 | Langesund IF       | 0:2       | Odds BK               |
|            | Herkules IF        | 0:4       | Fredrikstad FK        |
|            | IL Stjørdals-Blink | 1:2       | Ranheim IL            |
|            | Årstad IL          | 6:3 n. V. | Stavanger IF          |

### Wiederholungsspiele
| Datum      |                   | Ergebnis |                 |
| ---------- | ----------------- | -------- | --------------- |
| 23.06.1957 | FK Gjøvik Lyn     | 2:1      | Lillestrøm SK   |
|            | FK Kvik Trondheim | 6:1      | Verdal IL       |
|            | Langevåg IL       | 1:2      | Kristiansund FK |
|            | SK Vard Haugesund | 2:3      | Os TF           |
|            | Viking Stavanger  | 5:0      | Egersunds IK    |

## 3. Runde
| Datum      |                   | Ergebnis  |                 |
| ---------- | ----------------- | --------- | --------------- |
| 04.08.1957 | Fredrikstad FK    | 3:2 n. V. | SK Brage        |
|            | SK Rapid Moss     | 0:1       | Larvik Turn     |
|            | SFK Lyn Oslo      | 3:9       | Asker SK        |
|            | Vålerenga Oslo    | 5:2       | Os TF           |
|            | Strømmen IF       | 8:2       | Urædd FK        |
|            | Odds BK           | 4:1       | Selbak TIF      |
|            | IK Grane Arendal  | 1:3       | Skeid Oslo      |
|            | IL Hødd           | 0:3       | Raufoss IL      |
|            | FK Kvik Trondheim | 3:1       | Kristiansund FK |
|            | Ranheim IL        | 3:1       | Greåker IF      |
|            | FK Gjøvik Lyn     | 5:2       | Molde FK        |
|            | Kapp IF           | 2:2 n. V. | Sarpsborg FK    |
|            | Mjøndalen IF      | 3:1       | Årstad IL       |
|            | Sandefjord BK     | 7:0       | Lisleby FK      |
|            | Viking Stavanger  | 3:0       | IL Varegg       |
|            | Brann Bergen      | 4:1       | SK Djerv 1919   |

### Wiederholungsspiel
| Datum      |              | Ergebnis |         |
| ---------- | ------------ | -------- | ------- |
| 07.08.1957 | Sarpsborg FK | 4:3      | Kapp IF |

## 4. Runde
| Datum      |                   | Ergebnis |                |
| ---------- | ----------------- | -------- | -------------- |
| 18.08.1957 | Sarpsborg FK      | 4:0      | Brann Bergen   |
|            | Fredrikstad FK    | 4:1      | Vålerenga Oslo |
|            | Skeid Oslo        | 5:1      | FK Gjøvik Lyn  |
|            | Asker SK          | 2:0      | Odds BK        |
|            | Raufoss IL        | 1:2      | Sandefjord BK  |
|            | Larvik Turn       | 13:00    | Ranheim IL     |
|            | Viking Stavanger  | 7:1      | Mjøndalen IF   |
|            | FK Kvik Trondheim | 3:8      | Strømmen IF    |

## Viertelfinale
| Datum      |               | Ergebnis  |                  |
| ---------- | ------------- | --------- | ---------------- |
| 08.09.1957 | Strømmen IF   | 2:0       | Larvik Turn      |
|            | Asker SK      | 2:4       | Fredrikstad FK   |
|            | Sandefjord BK | 3:2 n. V. | Viking Stavanger |
|            | Sarpsborg FK  | 3:0       | Skeid Oslo       |

## Halbfinale
| Datum      |                | Ergebnis |              |
| ---------- | -------------- | -------- | ------------ |
| 06.10.1957 | Sandefjord BK  | 4:1      | Strømmen IF  |
|            | Fredrikstad FK | 3:0      | Sarpsborg FK |

## Finale
| Fredrikstad FK                              | Fredrikstad FK | Sandefjord BK | Sandefjord BK |
| ------------------------------------------- | --- | --- | ------------- |
| Fredrikstad FK                              | \| Finale \| \| 20. Oktober 1957 in Oslo (Ullevaal-Stadion) \| \| Ergebnis: 4:0 (2:0) \| \| Zuschauer: 33.073 \| \| Schiedsrichter: Leif Gulliksen \| \| Spielbericht \|      | \| Finale \| \| 20. Oktober 1957 in Oslo (Ullevaal-Stadion) \| \| Ergebnis: 4:0 (2:0) \| \| Zuschauer: 33.073 \| \| Schiedsrichter: Leif Gulliksen \| \| Spielbericht \|                    | Sandefjord BK |
| Fredrikstad FK                              | Per Mosgaard – Roar Johansen, Åge Spydevold – Arne Pedersen, Reidar Kristiansen, Leif Pedersen – Bjørn Borgen, Tore Nilsen, Per Kristoffersen, Henry Johannessen, Willy Olsen | Per Einan (Øivind Andersen) – Finn Gjelstad, Yngve Karlsen – Erik Kristiansen, Thorbjørn Svenssen, Ernst Norli – Ragnar Hvidsten, Hans Sperre, Gunnar Guthu, Arvid Havnaas, Reidar Pedersen | Sandefjord BK |
| Fredrikstad FK                              | 1:0 Per Kristoffersen (1.) 2:0 Per Kristoffersen (26.) 3:0 Henry Johannessen (57.) 4:0 Bjørn Borgen (81.)                                                                     | | Sandefjord BK |
| Finale                                      | | |               |
| 20. Oktober 1957 in Oslo (Ullevaal-Stadion) | | |               |
| Ergebnis: 4:0 (2:0)                         | | |               |
| Zuschauer: 33.073                           | | |               |
| Schiedsrichter: Leif Gulliksen              | | |               |
| Spielbericht                                | | |               |